# The Flying Scotsman (2006)
The Flying Scotsman is een Brits-Duitse biografische film uit 2006, geregisseerd door Douglas Mackinnon. De film is gebaseerd op het leven en de carrière van de Schotse amateurwielrenner Graeme Obree en behandelt de periode van Obree's leven waarin hij het werelduurrecord op de wielerbaan verbeterde, verloor en vervolgens opnieuw veroverde. De film ging in première op 16 augustus 2006 op het Internationaal filmfestival van Edinburgh.

## Verhaal
De Schotse amateurwielrenner Graeme Obree wil het tijdritrecord van een uur verbreken. Er is echter geen geld voor de juiste materiaal. Hij bouwt zelf een bijzondere fiets. Hij wordt bijgestaan door zijn vriend Malky McGovern. In 1993 laat Graeme zijn droom uitkomen. Het zegevierde echter kort, want de autoriteiten beginnen regels op te stellen.

## Rolverdeling
| Acteur           | Personage      |
| ---------------- | -------------- |
| Jonny Lee Miller | Graeme Obree   |
| Laura Fraser     | Anne Obree     |
| Billy Boyd       | Malky McGovern |
| Brian Cox        | Douglas Baxter |
| Morven Christie  | Katie          |
| Adrian Grove     | Chris Boardman |

## Ontvangst
Op Rotten Tomatoes heeft The Flying Scotsman een waarde van 50% en een gemiddelde score van 5,50/10, gebaseerd op 54 recensies. Op Metacritic heeft de film een gemiddelde score van 49/100, gebaseerd op 18 recensies.

## Prijzen en nominaties
| Jaar | Prijs                             | Categorie                         | Genomineerde(n)                        | Uitslag     |
| ---- | --------------------------------- | --------------------------------- | -------------------------------------- | ----------- |
| 2006 | BAFTA Awards, Scotland            | Beste film                        | Beste film                             | Genomineerd |
| 2006 | BAFTA Awards, Scotland            | Beste regisseur                   | Douglas Mackinnon                      | Genomineerd |
| 2006 | BAFTA Awards, Scotland            | Beste acteur in een Schotse film  | Jonny Lee Miller                       | Genomineerd |
| 2006 | BAFTA Awards, Scotland            | Beste actrice in een Schotse film | Laura Fraser                           | Genomineerd |
| 2006 | BAFTA Awards, Scotland            | Beste scenario                    | John Brown, Declan Hughes & Simon Rose | Genomineerd |
| 2007 | Satellite Awards                  | Beste algehele dvd                | Beste algehele dvd                     | Genomineerd |
| 2008 | London Critics Circle Film Awards | Britse acteur van het jaar        | Jonny Lee Miller                       | Genomineerd |